# Darmperforatie
Darmperforatie is een aandoening waarbij er in de darmwand een gat/perforatie zit.
Mogelijke oorzaken zijn trauma (bijvoorbeeld een auto-ongeval waarbij men met de buik hard tegen het stuur is aangekomen), operatie (waarbij men per ongeluk de darmen heeft aangeprikt), langdurige infectie, vreemde voorwerpen in de darm. Gevolgen hiervan zijn hevige buikpijn, bloedingen, mogelijkheid tot de ontwikkeling van sepsis (aangezien de darm gekoloniseerd is met allerlei bacteriën).